# 아일랜드 자유국
아일랜드 자유국(아일랜드어: Saorstát Éireann 시르스타트 에이런, 영어: Irish Free State 아이리시 프리 스테이트[*], 1922년 ~ 1937년)은 아일랜드섬의 32개 주 가운데 26개 주가 그레이트브리튼 아일랜드 연합 왕국로부터 분리되어 성립된 대영 제국의 자치령이다. 1921년 12월 6일 런던에서 영국과 아일랜드 공화국 대표들이 서명한 아일랜드 자유국 협정(일명 영국-아일랜드 조약)에 의해 성립되었다.
이 조약으로 북아일랜드를 제외한 아일랜드섬은 아일랜드 자유국의 영토가 되었다. 아일랜드 독립운동 세력은 아일랜드 자유국을 1919년 1월 21일 스스로 선포하였던 독립 공화국과 사실상 동일한 것으로 받아들였다. 새로운 정부인 아일랜드 자유국은 독립전쟁 기간 동안 존재하였던 두 개의 정부를 대치하였다. 영국의 1920년 아일랜드 정부법에 의해 출범된 1922년부터 마이클 콜린스를 수반으로 하는 임시 정부의 유명무실한 남아일랜드와 1919년 다일 에이렌(아일랜드 의회)에 의해 출범하여 다일 에이렌의 의장으로서 아서 그리피스가 이끌던 아일랜드 공화국은 아일랜드 자유국이 성립되면서 해체되었다. 1922년 8월, 윌리엄 토마스 코즈그레이브가 아일랜드 자유국 집행평의회의장으로 취임했다. 1934년 아일랜드 자유국은 잉글랜드 런던에서 열린 코먼웰스 게임에서 선수단을 파견했다.

## 역사적 배경

### 부활절 봉기
19세기 후반부터 아일랜드에서는 영국으로부터의 독립과 자치를 요구하는 운동이 격화되었다. 한편, 얼스터 지방을 중심으로 영국과의 연합을 유지하려는 세력도 있어, 두 세력의 충돌이 이어졌다. 1912년, 아일랜드 자치법안이 영국의회 하원에 제출되어, 1914년 9월에 법안이 성립되었다. 하지만, 제1차 세계대전과 함께 자치는 동결되었다.
1916년 일어난 부활절 봉기는 얼마 안가 진압되었지만 이로 인해 벌어진 유혈 사태는 독립운동 세력이 결집하는 계기가 되었다. 영국 당국이 부활절 봉기의 배후로 지목한 신페인의 지지도는 급상승하였다. 1918년 공화주의자들에 의해 치러진 총선거에서 신페인이 승리하고 다일 에이렌이 결성되었다.

### 독립전쟁
1919년 아일랜드는 독립을 위해 전쟁을 선택하였다. 전쟁 중이던 1920년 미국의 상원은 아일랜드 독립 지지 결의안을 채택하였으며 영국의 군대는 전시체제를 발동한 가운데 아일랜드 공화국군과 교전하였으나 아일랜드 장악에 실패하였다. 독립 전쟁 당시 아일랜드 공화국군은 영국군을 상대로 끈질긴 게릴라 전술을 사용하였다. 영국은 퇴역 군인들로 구성된 경찰특공대인 블랙 앤 텐을 투입하여 독립 운동을 탄압하였다. 이들은 무고한 민간인에 대한 고문과 학살, 마을 전체를 불태우는 잔인함을 보여주어 오히려 아일랜드인의 반감을 샀다.

### 영국-아일랜드 조약
1921년 영국과 아일랜드는 휴전하였으며 평화 조약 체결을 위한 협상을 시작하였다. 영국 측 협상단의 대표는 당시 영국의 총리 로이드 조지였으며 장래가 촉망되는 젊은 정치인이었던 윈스턴 처칠도 협상단에 있었다. 아일랜드 측 협상 대표는 아서 그리피스와 마이클 콜린스였다. 협상 결과 영국과 아일랜드는 영국-아일랜드 조약을 맺고 북아일랜드 6주를 제외한 아일랜드 남부 26주는 영국 국왕을 국가원수로 하는 아일랜드 자유국으로 일단 독립을 획득하였다.

## 정체

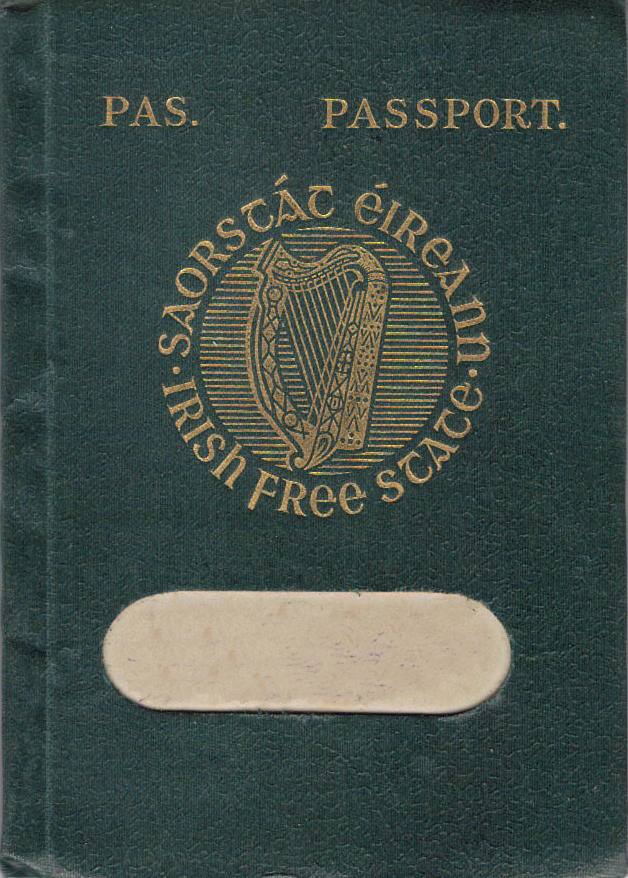
아일랜드 자유국의 여권

새롭게 수립된 아일랜드 자유국은 조약에 따라 아일랜드 자유국 헌법을 공표하였다. 아일랜드 자유국의 헌법은 입헌 군주제를 표방하여 영국 국왕을 국가 원수로 하였으며, 양원제의 의회를 두었다. 하원은 다일 에이런, 상원은 시나드 에이런으로 불렸다. 행정부는 내각제를 택하였다. 아일랜드 자유국 내각의 수반은 아일랜드 자유국 내각 대통령으로 불렸으며 초대 대통령은 윌리엄 토머스 코즈그레이브이었다.

## 내전
아일랜드 자유국은 영국-아일랜드 조약을 놓고 발생한 갈등으로 인해 내전의 상처를 입었다. 피나 폴(아일랜드어: Finna Fail)은 영국의 왕에게 결코 충성을 서약할 수 없으며 아일랜드는 완전한 공화국으로서 독립하여야 한다고 주장하였다. 반면, 핀 게일(아일랜드어: Finna Gael)은 지금은 조약을 받아들여 자유국으로서 독립하고 완전한 독립은 후일로 미루어도 좋다고 주장하였다. 두 당파의 내전은 결국 영국에 의해 자행된 학살보다 더 많은 피를 흘리게 하였다. 핀 게일이 승리함으로써 내전이 종식되고 아일랜드 자유국은 1937년 개헌까지 존속하게 된다.

## 정부

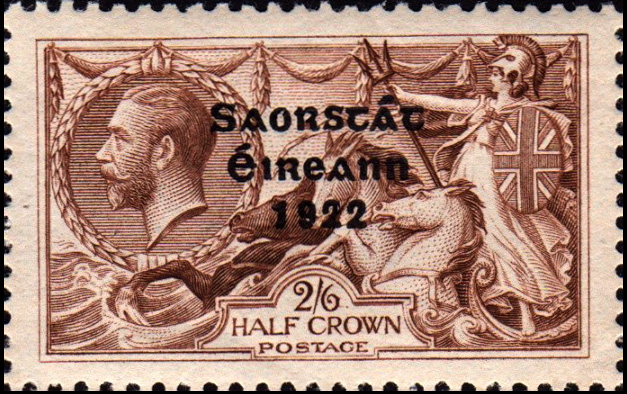
1922년 아일랜드 소인이 찍힌 우표

1922년부터 1937년까지 아일랜드 자유국의 정부를 이끈 정당 및 당수는 다음과 같다.
- 1922-1932년: 쿠머 너 응웨일(아일랜드어: Cumann na nGaedhael, 게일 협회), 윌리엄 토머스 코즈그레이브
- 1932-1937년: 피네 게일(아일랜드어: Finna Gael, 게일 당), 이몬 데 발레라

## 아일랜드 공화국
1937년에는 새 헌법이 공포되어 아일랜드(에이레)로 국명을 고쳤고, 1949년에 헌법을 개정하여 공화국이 됨으로써 영국의 왕권으로부터도 독립을 달성하였다.

## 같이 보기
- 아일랜드의 역사
- Tim Pat Coogan, Eamon de Valera (ISBN 0-09-175030-X)
- Tim Pat Coogan, Michael Collins (ISBN 0-09-174106-8)
- Lord Longford, Peace by Ordeal (Universally regarded by all sides as THE definitive account of the Treaty negotiations. Though long out of print, it is available in libraries)
- Dorothy McCardle, The Irish Republic (ISBN 0-86327-712-8) (A classic 'old-style' republican analysis published in 1937 with a pro-de Valera slant)